# Wiadrowo
Wiadrowo – wieś w Polsce położona w województwie mazowieckim, w powiecie żuromińskim, w gminie Żuromin. Ma status sołectwa.
W latach 1975–1998 miejscowość administracyjnie należała do województwa ciechanowskiego.
W czasie II wojny światowej otrzymała nazwę Eimerbrunnen.
Miejscowość znajduje się na północ od miasta Żuromin. Kilka kilometrów na północ od Wiadrowa znajduje się miejscowość Osówka (powiat żuromiński). Aktualnie największa wieś gminy. 